# معركة خاركيف (2022)
معركة خاركيف هي معركة عسكرية جرت حول مدينة خاركيف بأوكرانيا بين قوات القوات المسلحة الروسية والقوات المسلحة الأوكرانية. تقع خاركيف على بعد 20 ميلاً فقط جنوب الحدود الروسية الأوكرانية، وهي ثاني أكبر مدينة في أوكرانيا وتعتبر هدفًا رئيسيًا للجيش الروسي.

## المعركة
في 24 فبراير، عبرت القوات الروسية الحدود وبدأت في التقدم نحو خاركيف، لتواجه المقاومة الأوكرانية. كما أطلق الروس قذائف مدفعية على المدينة.
بحلول 25 فبراير، اندلع قتال عنيف في الضواحي الشمالية للمدينة، حيث تمكنت القوات الأوكرانية من الصمود ضد الروس.
في 26 فبراير، ادعى حاكم خاركيف أوبلاست أوليه سينيهوبوف أن المدينة بأكملها كانت تحت السيطرة الأوكرانية. صرح المسؤولون الأمريكيون أن أعنف قتال في الصراع بأكمله كان في خاركيف.
في وقت مبكر من صباح يوم 27 فبراير، دمرت المعارك خط أنابيب غاز في خاركيف. في وقت لاحق من الصباح، دخلت القوات الروسية إلى خاركيف، حيث صرح سينيهوبوف بأن قتالًا عنيفًا كان يحدث داخل المدينة، وزعم مستشار وزارة الداخلية أنطون جيراشينكو وجود قتال شوارع في وسط المدينة. في غضون ذلك، صرح المتحدث باسم وزارة الدفاع الروسية إيغور كوناشينكوف أن القوات الروسية قد أمنت استسلام فوج الصواريخ 302 الأوكراني المضاد للطائرات وأسر 471 جنديًا أوكرانيًا ، وهو ادعاء نفته مصادر أوكرانية.
بحلول بعد ظهر يوم 27 فبراير، صرح سينيهوبوف أن القوات الأوكرانية استعادت السيطرة الكاملة على المدينة. وأضاف أن عشرات الجنود الروس استسلموا واشتكوا من نقص إمدادات الوقود.
في 28 فبراير، ادعى المسؤول الأوكراني أنطون هيراشينكو وسييهوبوف أن الضربات الصاروخية الروسية على المدينة خلال الصباح أسفرت عن مقتل 11 مدنياً وجرح العشرات.